# Konfirmationsbok
En konfirmationsbok är en typ av kyrkobok, för att anteckna att en person fått tillstånd till att begå nattvarden. För att få det tillståndet krävdes att personen fått konfirmationsundervisning och betyg. Betygen kunde gälla Luthers lilla katekes utantill och läsning i bok. Även förståndet kunde bli betygsatt. Betygsskalorna kan vara svåra att tyda, prästerna hade sina egna skalor. Genom att titta på betygen för prästens eget hushåll kan man oftast se hur de högsta betygen markerades.